# Carasses
Las Carasses son una fiesta popular que consiste en que un grupo de personas disfrazadas y con la cara cubierta con una tela o una gasa pintada –o bien una máscara o careta– desfila por las calles al son de la música de la dulzaina y el tabal al ritmo de unas danzas particulares. Durante el recorrido, los participantes se dedican a bailar y a hacer broma tanto a los vecinos y vecinas de la población como a los visitantes.
La fiesta recibe el nombre de Carasses en Castalla y Petrel, Mucarasses en Onil y Tibi, Tapats en Ibi y Botargues en Onteniente. También aparecen Màscares en las Danzas del Rey Moro de Agost.

## Historia: origen y evolución
Se cree que las Carasses son de origen pagano y que la tradición se remonta a la Edad Media. Estas, en el pasado, se celebraban en momentos de exaltación y alegría para festejar y agradecer a la madre naturaleza, la Virgen María, el Cristo, el Santo, etc. o las buenas cosechas, entre otros. Asimismo, parece que estos bailes pueden tener también otros explicaciones como puede ser el intento de los jóvenes de escapar de las obligaciones religiosas de una época y satirizar al respecto. Por eso y por otros motivos, todas estas celebraciones no eran bien vistas por los estamentos oficiales, que querían hacerlas desaparecer.
Por un lado, la Iglesia consideraba que el bullicio que causaba la festividad no era compatible con la seriedad de los actos religiosos, mientras que, por otro, esta de carácter económico, se decía que la reducción de fiestas eliminaría la miseria al evitar los gastos que efectuaban los pobres, a la vez que les permitiría ganar una mayor cantidad de jornales. Además, se argumentaban motivos de orden público, puesto que se decía que el ambiente festivo irritaba los instintos y propiciaba disputas, insultos, violencia e, incluso, muertos, todo ello de manera anónima.
En definitiva, después de celebraciones y prohibiciones, la fiesta continúa en la actualidad. Hoy en día, según el municipio, puede formar parte del carnaval, el Corpus, las fiestas patronales, etc. Además, la fiesta ha evolucionado de manera diferente en cada lugar, aunque tienen en común tanto el baile tradicional al sonido de la música de la dulzaina y el tabal como el disfraz hecho con ropa ancha y de colores llamativos, y la cara tapada. La siguiente sección hace referencia a cómo se celebra y qué rasgos tiene en cada pueblo.

## Celebración y características por municipio

### Agost
Las Danzas del Rey Moro empiezan en Agost el 26 de diciembre y acaban el 1 de enero. En esta fiesta podemos disfrutar de la música de dulzaina y tabal, con un ritmo conocido como la Taranina.
Durante las celebraciones se pueden encontrar Màscares, que son personas disfrazadas con ropa antigua y con la cara cubierta por una máscara de tela, y que bailan todos los días excepto el Día del Rey Moro y el de Año Nuevo. Además, suelen salir en grupo y se dedican a provocar a la gente echando harina, mojando a la gente o echando unas bolas de papel llamadas paperades es que contienen caramelos y dulces.

### Castalla
Cada año, los bailes tradicionales valencianos se celebran el último o penúltimo fin de semana del mes de septiembre en la Plaza Mayor de Castalla, al son de la dulzaina y el tabal. Son una tradición que mantiene el Grup de Danses i Cançons de Castalla, los cuales se encargan también de rescatar a los personajes de las Carasses que, en este contexto y disfrazados de manera rudimentaria y con la cara tapada, circulan de manera aleatoria mientras interrumpen la danza y animan al público.

### Ibi
En Ibi están presentes los Tapats los días de 28 y 30 de diciembre, los cuales forman parte de Las fiestas de Invierno y participan el Primer y Segundo Día de Danza en la calle de les Eres.
Los personajes están representados por personas disfrazadas con ropa antigua rellena de cojines para no ser reconocidos, y que siempre aparecen con la cara tapada por una tela pintada (coixinera). Es costumbre también añadir un penacho, un matamoscas o un paraguas que usan para saludar, molestar y llamar la atención mientras no hablan o lo hacen con voces distorsionadas diciendo "No me conocerás". La tradición manda que si, en algún momento de la danza, un Tapat es reconocido, debe quitarse la coixinera. Después de bailar las Folies, las danzas de Fadrins i Casats (solteros y casados), todo el mundo que quiere puede bailar la jota de la danza, y para ello, los Tapats deben quitarse obligatoriamente su careta.

### Onil
Durante las fiestas de Moros y Cristianos, celebradas entre el 22 de abril y el 1 de mayo, intervienen las Mucarasses, que son personas que tapan su cara con una sábana y visten con ropa vieja, las cuales bailan y divierten al público. Existe una tradición familiar que hace que se transmita de generación en generación a pesar de que, en la mayoría de casos, se desconozca públicamente la identidad de las personas.

### Onteniente
Durante la celebración del Carnaval en Onteniente, además de los habituales disfraces, algunas comparsas del municipio del Valle de Albaida han recuperado los tradicionales Botargues. Estos personajes llevan la cara tapada con una sábana y van disfrazados de manera grotesca.

### Petrel
Las Carasses se celebran en Petrel desde el siglo XVII, cuando fueron llevadas por las familias que llegaron de la Hoya de Castalla, de Biar y de algunos pueblos del Campo de Alicante para repoblar el municipio después de la expulsión de los moriscos. Asimismo, los primeros documentos escritos se remontan al año 1830, los cuales están relacionados con acontecimientos religiosos, puesto que se celebraban en coincidencia con fiestas litúrgicas. Además, hay que destacar que, en 1962, las Carasses se prohibieron en Petrel y no fueron recuperadas hasta la llegada de la democracia y el 1979 se autorizaron por decreto.
Se celebran los fines de semana posteriores al 7 de octubre dentro de las Fiestas Mayores. Todo empieza cuando el Ayuntamiento anuncia La Danza de las Carasses días antes y el mismo día de la fiesta, a mediodía, los dulzaineros lo anuncian en un pasacalle que empieza en la Plaza de Baix, un acontecimiento que se conoce como Vuelta de Carasses. Después, alrededor de las cinco de la tarde, la fiesta continúa con otro pasacalle que tiene el mismo recorrido y sirve para recoger los participantes. Cuando llegan a la Plaza del Ayuntamiento los músicos, sientan frente a la Iglesia de San Bartolomé y tocan durante dos horas las melodías que hacen bailar a los participantes mientras estos gastan bromas o critican, entre otros. Finalmente, se lleva a cabo el último pasacalle con las últimas carasses que suelen quedar, puesto que las otras se han retirado despacio para pasar a ser espectadores y mantener así su anonimato.

### Tibi
Las festividades que rodean a la epifanía en Tibi, las Danzas de Reyes, se realizan en la Plaza de España y se inician el 6 de enero, aunque se repiten los siguientes fines de semana. Alrededor de estas fiestas de Reyes, participan unos personajes con la cara tapada y disfraces generalmente floreados. Las danzas de dulzaina y tabal en ocasiones son interrumpidas por el público, de forma que, a diferencia del resto de localidades, las Mucarasses de Tibi son las encargadas de proteger a los bailarines y con una cuerda alejan a los espectadores y los mantienen a distancia.
Se trata de una tradición que se remonta siglos atrás, pero que ha ido perdiendo fuerza poco a poco. En la actualidad, hay años en los que no aparecen y otros en los que algún grupo juvenil de 5 o 7 Mucarasses, con el objetivo de mantener la tradición, se encarga de interactuar con el público simulando que velan por la seguridad de los participantes en las danzas.

## Las canciones de danza
Aunque la música de la danza es instrumental, durante el festejo se canta a menudo la letra que el pueblo le ha aplicado a la melodía. Cada municipio tiene su propia letra e, incluso dentro de la misma localidad, puede haber variantes. Esta es un ejemplo, concretamente de Petrel (los dulzaineros  incluyen la parte de la segunda columna, mientras que la tercera hace referencia a su lugar de origen):
| A ballar la dansa al carrer Major; a collir tomaques p'al senyor retor. Eixirà Lluïseta amb el mocador, espardenyes roges, vestit de crespó. | Ja tinc els morros lluents de tocar i no cobrar; fadrinetes de Petrer, no eixireu més a ballar. Més que s'empenyareu tots els currutacos de Petrer, no eixireu més a ballar si no em paguen al corrent. | De Petrer som, de Petrer. De Petrer som, de Petrer. |